# Jackie Berger
Pour les articles homonymes, voir Berger (homonymie).
Jackie Berger est une comédienne belge, née le 22 août 1948 à Bruxelles.
Spécialisée dans le doublage, elle est la voix française la plus fréquente pour les jeunes garçons dans les productions des années 70 à 90. Elle double ainsi la voix de Danny Torrance dans le film Shining, Rocky Balboa Jr. dans Rocky 3, Demi-Lune dans Indiana Jones et le Temple maudit, le Dalaï Lama dans Sept ans au Tibet, Sam dans Love Actually, mais aussi Arnold Jackson (Gary Coleman) dans la série télévisée Arnold et Willy, Nicholas Bradford dans Huit, ça suffit !, Pugsley dans La Famille Addams, ainsi que de multiples personnages d'animation, notamment Victor dans Angelo la Débrouille, Bart dans Ken le Survivant, Esteban dans Les Mystérieuses Cités d'or, Arthur et Mattia dans Rémi sans famille, Héléna Orval dans Jeu, set et match !, Gon Freecss dans Hunter × Hunter, Jeanne dans Jeanne et Serge ou encore Sid dans Tom Sawyer.
Elle a une fille, Justine Berger, qui est également comédienne.

## Doublage

### Cinéma

#### Films
- Cary Guffey dans :
  - Rencontres du troisième type (1977) : Barry Guiler (1er doublage)
  - Le Shérif et les Extra-terrestres (1979) : H-1724 / Charlie Warren
  - Faut pas pousser (1980) : H-1724 / Charlie Warren

- Rick Schroder dans :
  - Le Champion (1979) : Timothy Joseph « T.J. » Flynn
  - Le Petit Lord Fauntleroy (1980) : Cedric
  - Le Dernier Vol de l'arche de Noé (1980) : Bobby

- 1940[1] : L'Oiseau bleu : Angela Berlingot (Sybil Jason)
- 1973 : Breezy : Marcy (Jamie Smith-Jackson)
- 1974[2] : La Tour infernale : Philip Allbright (Mike Lookinland)
- 1957 : Un petit coin de paradis : Ben (l’un des enfants)
- 1978 : La Nuit des masques : Lonnie Lamb (Brent LePage)
- 1979 : Kramer contre Kramer : Billy Kramer (Justin Henry)
- 1979 : L'Étalon noir : Alec Ramsay (Kelly Reno)
- 1979 : Terreur sur la ligne : Jill Johnson (Carol Kane)
- 1979 : Que le spectacle commence : la demandeuse d'autographe (Jacqueline Solotar)
- 1979 : Elle : Josh Taylor (Rad Daly)
- 1979 : Cité en feu : Gerald Watts (Steven Chaikelson)
- 1979 : Le Vainqueur : Susan Andropolis (Jennifer McKinney)
- 1980 : Y a-t-il un pilote dans l'avion ? : Joey (Rossie Harris)
- 1980 : Elephant Man : le garçon de Bytes (Dexter Fletcher)
- 1980 : Fog : Andy Wayne (Ty Mitchell)
- 1980 : La Coccinelle à Mexico : Paco (Joaquin Garay)
- 1980 : Terreur extraterrestre : Aggie (Sue Ane Langdon)
- 1980 : Le Lion du désert : Ali (Ihab Werfali)
- 1980 : Shining : Danny Torrance (Danny Lloyd)
- 1980 : Stardust Memories : un des enfants d'Isobel[Qui ?]
- 1980 : Les Yeux de la fôret : Elise Curtis (Kyle Richards)
- 1981 : Excalibur : Mordred enfant (Charley Boorman)
- 1981 : Le Tueur du vendredi : Sandra Dyer (Marta Kober)
- 1981 : Maman très chère : Christina Crawford enfant (Mara Hobel)
- 1981 : Max et le Diable : Toby Hart (Adam Rich)
- 1981 : La Vallée de la mort : Billy (Peter Billingsley)
- 1982 : Police frontière : Juan (Manuel Viescas)
- 1982 : Poltergeist : Carol-Anne Freeling (Heather O'Rourke)
- 1982 : Fanny et Alexandre : Alexandre Ekdahl (Bertil Guve)
- 1982 : Terreur à l'hôpital central : Brigitte (Kali Fischer)
- 1982 : Venin : Philip Hopkins (Lance Holcomb)
- 1982 : L'Emprise : Julie (Natasha Ryan)
- 1982 : Rocky 3 : Rocky Balboa Jr (Ian Fried)
- 1983 : Le Dernier Testament : Hiroshi (Gerry Murillo)
- 1983 : Mister Mom : Alex Butler (Fred Koehler)
- 1984 : Indiana Jones et le Temple maudit : Demi-Lune (Ke Huy Quan)
- 1984 : Vendredi 13 : Chapitre final : Samantha (Judie Aronson)
- 1984 : Il était une fois en Amérique : Fat Moe jeune (Mike Monetti) / Peggy jeune (Julie Cohen) (1er doublage)
- 1984 : Une défense canon : Morgan Cooper (Michael Scalera)
- 1985 : Le Secret de la pyramide : John Watson (Alan Cox)
- 1985 : La Chair et le Sang : Little John (Jake Wood)
- 1985 : Kalidor : le prince Tarn (Ernie Reyes)
- 1985 : Le Dernier Dragon : Richie Green (Leo O'Brien)
- 1986 : Le Vol du Navigateur : David Freeman Joey Cramer
- 1986 : Poltergeist 2 : Robbie Freeling (Oliver Robins)
- 1987 : RoboCop : le fils d'Alex J. Murphy (Jason Levine)
- 1990 : Predator 2 : Brian (Brian Levinson)
- 1996 : Fear : Nicole Walker (Reese Witherspoon)
- 1996 : Beauté volée : Lucy Harmon (Liv Tyler)
- 1997 : Sept ans au Tibet : le Dalaï Lama à 14 ans (Jamyang Jamtsho Wangchuk)
- 1999 : Ma mère, moi et ma mère : Sarah (Ashley Johnson)
- 2003 : Love actually : Sam (Thomas Sangster)
- 2005 : Burt Munro : Tom (Aaron Murphy)

#### Films d'animation
- 1941[3] : Dumbo de Ben Sharpsteen : un petit garçon
- 1947[4] : Mickey et le Haricot magique : Herman
- 1952 : Dingo professeur : George, Eddie et Joseph (court-métrage)
- 1974 : Dunderklumpen[5] : Joillunet et Jens
- 1974 : Jack et le Haricot magique : Jack
- 1975 : Rikki-Tikki-Tavi : Teddy (doublage tardif, 1981)
- 1976[6] : Goldorak : L'Attaque du Dragosaure : Sayaka et Nuke
- 1977[7] : Les Aventures de Winnie l'ourson : Petit Gourou et Jean-Christophe
- 1977[8] : Les Cygnes sauvages : un prince cygne
- 1979 : Le Lion, la Sorcière blanche et l'Armoire magique : Edmund Pevensie
- 1980[9] : Cyborg 009 : La Légende des super-galactiques : Ivan/001
- 1981 : Rox et Rouky : Rouky jeune
- 1981 : Les Misérables[10] : Petit Gervais
- 1982 : Brisby et le secret de NIMH : Martin
- 1982 : Yuki, le combat des shoguns[11] : Anna
- 1983 : Les Grandes Espérances : Philip "Pip" Pirrip enfant / Biddy
- 1985 : Taram et le Chaudron magique : un des elfes (1er doublage)
- 1986 : Le Livre Céleste : Une Légende Chinoise[12] : Dan-Sheng
- 1986[13] : Dragon Ball : La Légende de Shenron : Pansy
- 1986 : Les Bisounours, le film : Grosveinard / Jeannot (voix chantée)
- 1988 : Le Petit Grille-pain courageux : le grille-pain
- 1989[14] : Animatrix : Manabu
- 1992 : Les Aventures de Christophe Colomb[15] : Paco
- 1993 : Le Voyage d'Edgar dans la forêt magique : le frère de Russell
- 1994 : Tom et Jerry, le film : Jerry
- 1994 : Les Quatre Dinosaures et le Cirque magique : Louis
- 1994 : L'Étrange Noël de monsieur Jack : la petite sorcière
- 1994 : Astérix et les Indiens : le garçon gaulois
- 1997 : Winnie l'ourson 2 : Le Grand Voyage : Jean-Christophe
- 1998 : La Légende de Brisby : Martin
- 1998 : Les Merveilleuses Aventures de Crysta : Wal
- 2000 : Le Prince de Noël[16] : Fritz
- 2002 : Cendrillon 2 : Une vie de princesse : voix additionnelles
- 2002 : Huit Nuits folles d'Adam Sandler : Benjamin Friedman
- 2003 : One Piece : L’Aventure sans issue[17] : Adelle "Anaguma" Bascùd
- 2003 : Le Petit Dinosaure : Les Longs-Cous et le Cercle de lumière : Fonceur
- 2004 : One Piece : La Malédiction de l'épée sacrée[18] : Saga enfant
- 2004 : Wonderful Days : Shua enfant
- 2005 : Stuart Little 3 : En route pour l'aventure : le lapin et des scouts

### Télévision

#### Téléfilms
- Eric Walker dans :
  - L'Aventure des Ewoks (1984) : Mace Towani (1er doublage)
  - La Bataille d'Endor (1985) : Mace Towani (1er doublage)

- 1978 : Du feu dans le ciel : Danny Webster (Dino Bachelor)
- 1982 : Un vrai petit ange : Andy LeBeau (Gary Coleman)

#### Séries télévisées
- Gary Coleman dans : 
  - Arnold et Willy (1978[19]-1986) : Arnold Jackson (181 épisodes)
  - Ma famille d’abord (2001) : lui-même (saison 2, épisode 4)

- Josh Ryan Evans dans :
  - Ally McBeal (1998) : Oren Coolie (saison 1, épisode 18 et saison 2, épisode 5)
  - Passions (2001) : Timmy

- Nathan Kress dans :
  - La vie de palace de Zack et Cody (2007) : Jamie (invité, saison 2)
  - iCarly (2007-2012) : Fredward "Freddie" Benson (1re voix, saisons 1 à 4)

- 1979 : Le Club des Cinq : Thierry (Wayne Brooks) (4 épisodes)
- 1979 : Papa, c’est toi. Papa c’est moi[20] : Homer (Kristoff St. John) (11 épisodes)
- 1980 : Starsky et Hutch : Stevie Spenser (J.R. Miller) (saison 3, épisode 13) / Joey Carston (Kristy McNichol) (saison 3, épisode 16)
- 1980 : Lucie la terrible[21] : Osvald Richter (Michael Hofbauer) (6 épisodes)
- Le Renard :
  - 1980 : Anita Will (Helga Anders) (saison 4, épisode 8)
  - 1989 : le jeune Manfred (Daniel Muck (Schauspieler) (de)) (saison 13, épisode 5)
- 1981 : Zora la rousse : Branko Babić (Nedeljko Vukasović)
- 1981 : L'Incroyable Hulk : Mark Hollinger (Dennis Dimster) (saison 2, épisode 5)
- 1982 : Barrières[22] : René Beauvoir (Simon Brook)
- 1982 : Spectreman : voix additionnelles enfantines
- 1982 : Jack Holborn : Jack Holborn (Patrick Bach) (mini-série)
- 1982-1984 : La Petite Maison dans la prairie : James Cooper-Ingalls (Jason Bateman) (voix de remplacement) / Nancy Oleson (Allison Balson) (2e voix, saison 9)
- 1983-1984 : Les Petits Génies : Jeremy Saldino (Jeffrey Jacquet) (18 épisodes)
- 1984 : Soap : Billy Tate (Jimmy Baio) (1re voix)
- 1984-1987 : Ricky ou la belle vie : Ricky Stratton (Rick Schroder)
- 1985-1986 : Huit, ça suffit ! : Nicholas Bradford (Adam Rich) (112 épisodes)
- 1985-1988 : Les Aventures de Winnie l'ourson : Petit Gourou (Kim Christianson) (voix)
- 1985-1989 : Petite Merveille : Reggie Williams (Paul C. Scott) (32 épisodes)
- 1987 : Madame est servie : Cornélius enfant (Gabriel Damon) (saison 3, épisode 23)
- 1987-1990 : La Famille Addams : Pugsley Addams (Ken Weatherwax) (64 épisodes)
- 1988 : Les Années collège : Joey Jeremiah (Pat Mastroianni) (1re voix)
- 1988 : Capitaine Sheider : enfants[23]
- 1989 : Alf : Benji Gregory (Brian Tanner) (saison 3, épisode 19)
- 1990-1991 : Twin Peaks : Nicholas "Nicky" Needleman (Joshua Harris) (saison 2, épisodes 11 et 12)
- 1992 : Notre belle famille : John Thomas "J.T." Lambert (Brandon Call) (1re voix, saison 1)
- 1992-1999 : Papa bricole : Randall "Randy" Taylor (Jonathan Taylor Thomas) (179 épisodes)
- 1993 : Harry et les Henderson : Ernie Henderson (Zachary Bostrom) (72 épisodes)
- 1996-2003 : Des jours et des vies : Will Roberts (Shawn Carpenter, Taylor Carpenter puis Darien Weiss)
- 1998 : La Vie à cinq : Owen Salinger (Jacob Smith) (1re voix, saison 5)
- 1998-1999 : L.A. Docs[24] : Nick Newman (Joseph Ashton) (9 épisodes)
- 2000-2001 : Les Feux de l'Amour : Phillip Chancellor IV (Penn Badgley) (10 épisodes)
- 2001-2003 : Grand Galop : Phillip "Phil" Marsten (Glenn Meldrum) (49 épisodes)
- 2002 : New York, unité spéciale : Ernesto Diaz  (Pablo Santos) (saison 4, épisode 6)
- 2003-2004 : Will et Grace : Elliot (Michael Angarano) (1re voix, saisons 3 et 4)
- 2004-2006 : Phénomène Raven : Stanley (Bobb'e J. Thompson) (10 épisodes)
- 2005 : Darcy : Colt Brewster (Demetrius Joyette) (3 épisodes)
- 2006-2008 : H2O : Elliot Gilbert (Trent Sullivan) (15 épisodes)
- 2006-2008 : Eureka : Kevin Blake (Meshach Peters) (10 épisodes)
- 2014 : Boardwalk Empire : Enoch Thompson enfant (Nolan Lyons) (5 épisodes)
- 2016 : Vikings : Ubbe enfant (Luke Shanahan) (8 épisodes)

#### Séries d'animation
- 1965 : Le Roi Léo : Léo / Alex (2d doublage, 1990)
- 1978 : Goldorak : Akenor
- 1979 : Émilie : Nicolas
- 1979 : La Bataille des planètes : Kipo
- 1979 : Les Aventures de Plume d’Élan : Plume d'Élan
- Années 1980 : Le Tigre, l'Invincible masqué[25] : Benjamin et Bénédicte
- Années 1980 : La Patrouille des Aigles[26] : Jinpei l'hirondelle (doublage vidéo)
- 1981 : Ulysse 31 : Télémaque (voix de remplacement, épisodes 16 à 18 puis 22 à 24), Triton (fils de Nérée, épisode 17)
- 1981 : Spectreman : voix additionnelles enfantines
- 1981 : Archibald le Magi-chien[27] : Pierre
- 1981-1982 : Capitaine Flam : Ken Scott et Saturna
- 1982-1983 : Tom Sawyer : Sid / Amy Lawrence (voix principale) / Huck (voix de remplacement)
- 1982 : Rody le Petit Cid : Cid
- 1982 : Rémi sans famille : Arthur et Mattia
- 1982 : Kum Kum : Kum Kum
- 1982 : Méthanie : Méthanie
- 1982 : Onze pour une coupe[28] : Zeste
- 1983 : Sport Billy : Billy
- 1983 puis 1989 : Grand Prix[29] : Julien / Élodie (derniers épisodes, doublage télé) / Pierrot et Lisa (doublage vidéo)
- 1983 : Les Mystérieuses Cités d'Or : Esteban
- 1984 : Imagine Imagine[30] : le petit garçon
- 1984 : Les Petites Canailles : Spanky
- 1984-1985 : Gigi : Ricky (épisode 14) / Tyrol (épisode 15) / Saki (épisode 25) / Sybelle (épisode 62)
- 1984-1985 : Les Bisounours : Grosdodo et Grosgâteau (épisode 1) / Grostaquin (épisodes 2 et 4)
- 1985 : Clémentine : Pinocchio / Lazarillo
- 1985 : Les Mondes engloutis : Shangora (1re voix)
- 1985 : Bibifoc : Tommy
- 1985 : L'Oiseau bleu : Tyltyl / les âmes de l'Eau et de la Lumière
- 1985 : L'Empire des Cinq : Jill
- 1985 : Le Défi des Gobots : voix additionnelles
- 1986 : Archibald, voyageur de l'espace : Archibald
- 1986-1987 : Les Popples : Billy
- 1987 : Conan, le fils du futur : Conan (1er doublage, voix de remplacement)
- 1987 : Dame Boucleline et les Minicouettes : Voix additionnelles
- 1987 : Les Amichaines : Zipper le chat
- 1987-1988 : Le Monde Enchanté de Lalabel[31] : Nicolin (doublage télé) / Toko (doublage vidéo)
- 1987-1988 : Flo et les Robinson suisses : Jack Robinson et Emily
- 1987-1988 : Cathy la Petite Fermière : Léo
- 1987-1988 : Mon Petit Poney : divers poneys
- 1987-1988 : Jeanne et Serge : Jeanne Hazuki
- 1988 : Ken le survivant : Bart (1re voix)
- 1988 : Galaxy Express 999 : l'enfant / la libraire (épisode 6)
- 1988 : Collège Galaxie[32] : Mimi la bulle
- 1988 : Karine, l'aventure du Nouveau Monde : Marc / Toby / Billy
- 1988 : Richie Rich : Richie Rich
- 1988 : Gu Gu Ganmo[33] : Arti
- 1988 : Jeu, set et match ! : Héléna Orval
- 1988 : Les Fables d'Esope[34] : divers personnages
- 1988-1989 : Archie Classe : Eugène
- 1988-1989 : Pollyanna : Jimmy
- 1989 : Voltron : Pidge (voix de remplacement)
- 1989 : Gwendoline : Edward enfant (1re voix)
- 1989 : Kachi, le petit joueur de baseball[35] : Kachi
- 1989 : La Tulipe noire : Mathieu (1re voix)
- 1989-1992 : Les Nouvelles Aventures de Winnie l'ourson : Petit Gourou / Jean-Christophe
- 1989 : Nolan[36] : Tarik (épisode 4) / La femme de Milos (épisode 6)
- 1989 : Bouli : Bouli Punk / Bouli Pilote
- 1989 : Bobobobs[37] : Moustigri, le fils du capitaine / Mimi
- 1989 : Popeye, Olive et Mimosa : Tank et Francis
- 1989-1991 : Babar : Victor (saisons 1 à 5)
- 1990 : SOS Polluards : Sprintos (1re voix)
- 1990 : Dragon Ball : Krilin (voix de remplacement, épisodes 76 à 81) / Divers (épisode 80) / Lunch (épisode 81)
- 1990 : Le Prince Hercule : Prince Hercule
- 1990 : Peter Pan : Mickael
- 1990 : Les Samouraïs de l'éternel : Tim (6 premiers épisodes)
- 1990-1991 : Alfred J. Kwak : voix additionnelles
- 1991 : Le Petit Chef : Thomas Agosti
- 1991-1996 : Capitaine Planète : Ma-Ti
- 1992 : L'Ecole des champions : Eric Townsend / Lucas / Monica / Michael / Bento
- 1992 : Christophe Colomb[38] : Diego
- 1992 : Les Misérables : voix additionnelles
- 1992-1993 : Myster Mask : Cuicui Bourbifoot
- 1993 : La Famille Addams : Pugsley
- 1993 : Dragon Ball Z : Son Gohan enfant (voix de remplacement, début de l'arc des Cyborgs)
- 1993 : Mimi Cracra : Petit Louis
- 1994 : Dragon Quest : La Quête de Daï : Fly (ou Daï)
- 1994 : Bonkers : Alto (épisode 13) / Kyoko (épisode 54)
- 1995 : Aladdin : Yani (épisode 5)
- 1995 : Les Aventures de Robin des Bois : Will / Winifred
- 1995 : Les Contes de la rue Broca : Monsieur Pierre enfant
- 1995 : Les Contes de Pierre Lapin et ses Amis[39] : Les sœurs de Pierre
- 1996 : La Légende de Zorro : Papito (épisode 20) et Léonardo (épisode 21)
- 1997 : Superman, l'Ange de Metropolis : Bobby Felix (épisode 17)
- 1998 : El Hazard : Les Mondes Alternatifs (doublage tardif, 2005) : Parnasse
- 1999 : Les 101 Dalmatiens, la série : Rolly
- 1999 : Histeria! : Loud Kiddington
- 2000 : Les Simpson : Gary Coleman (saison 11, épisode 9)
- 2000 : Les Enfants d'Aujourd'hui[40] : Jonas
- 2001 : Samouraï Jack : Garçon jouant Aku (épisode 13)
- 2001-2005 : Jackie Chan : Paco / Drew / Roi Lili (épisode 38) / Valmont enfant (épisode 52) / Vanessa Barone (épisode 89)
- 2002 : Zentrix : Nick
- 2004-2006 : Teen Titans : Les Jeunes Titans : Gizmo
- 2004 : Love Hina : Kaolla Sû
- 2005-2007 : Yakari : Graine-de-Bison
- 2006 : Batman : Le Bouffon (épisode 32) / Dan (épisode 36)
- 2008-2009 : Stitch ! : Ted
- 2009-2011 : Batman : L'Alliance des héros : Arthur Curry Jr
- 2009 : Master Hamsters[41] : Gaudi
- 2010-2016 : Angelo la Débrouille : Victor (1re voix, saisons 1 à 3)
- 2010 : Le Petit Prince : Horizon (Planète du Ludokaa)
- 2011 : Black Butler : Aloïs Trancy
- 2011-2013 : Ben 10: Ultimate Alien: Jimmy Jones / Natalie Tennyson
- 2011 : Fairy Tail : Eve / Jellal enfant / Mary Hughes / Grey Fullbuster enfant (voix de remplacement)
- 2011 : Hunter X Hunter : Gon Freecs
- 2012 : Beelzebub : Le Prince Enô
- 2013-2016 : Teen Titans Go! : Gizmo (1re voix, saisons 1 à 3)
- 2014 : One Piece : Leo (1re voix, épisodes 640 à 689)
- 2015-2019 : Niko et L'épée de Lumière : Niko

### Jeux vidéo
- 1995 : Pouce-Pouce sauve le zoo : Pouce-Pouce
- 1996 : Pyjama Sam : Héros de la nuit : Pyjama Sam
- 1997 : Pouce-Pouce voyage dans le temps : Pouce-Pouce
- 1998 : Sam Pyjam 2 : Héros Météo : Pyjama Sam
- 1998 : Pouce-Pouce entre dans la course : Pouce-Pouce
- 2000 : Pyjama Sam : Héros du goûter : Pyjama Sam
- 2000 : Pouce-Pouce découvre le cirque : Pouce-Pouce
- 2002 : Syberia : Hans Voralberg enfant
- 2007 : The Witcher : plusieurs enfants
- 2010 : Heavy Rain : Scott Sheppard enfant

## Émissions de télévision
- Les Guignols de l'info sur Canal+
- 2014 : Patrimoine Culturel Immatériel : l'enfant[42]